# Mas Riera (Palafrugell)
El Mas Riera és una obra de Palafrugell (Baix Empordà) protegida com a Bé Cultural d'Interès Local.

## Descripció
Petita masia de dues crugies i dues plantes amb diversitat de dependències annexes a cada costat que són de diferents èpoques i s'estructuren sense cap planejament previ, configurant un conjunt d'edificació desordenat. La masia té teulada a dues vessants, però situades a nivells molt diferents. La façana principal és la de migdia.
Les obertures -porta i dues finestres-, temen emmarcament de pedra ben tallada. A la gran llinda de la porta hi ha gravat l'any 1701. A la façana posterior hi ha dues altres dues finestres del mateix tipus. En aquest costat l'edifici fou apuntalat amb un contrafort en talús i un altre de cilíndric a la cantonada. En el mur de ponent, una petita obertura tapiada d'aspecte arcaic i les diferències apreciables en els paraments, evidencien l'existència de sectors importants que pertanyen a l'edifici anterior a la reforma d'inicis del segle xviii. La dovella del portal de les dependències adossades a llevant porta la data de 1858.